# لویی کمپ
لویی کمپ (فرانسوی: Louis Kempe‎; ۱۲ مهٔ ۱۸۹۸ – ۳۱ اوت ۱۹۷۰) ژیمناست هنری اهل فرانسه بود.